# شین یون سو
شین یون سو (کره‌ای: 신연서؛ زادهٔ شین بو را در ۳۰ آوریل ۱۹۹۳) که قبلاً با نام هانا شناخته می‌شد، بازیگر و خواننده اهل کره جنوبی است. او در سال ۲۰۱۶ به عنوان یکی از اعضای گروه دخترانه کره جنوبی گوگودان فعالیتش را آغاز کرد. پس از منحل شدن گروه در دسامبر ۲۰۲۰، او جلی‌فیش انترتینمنت را در آوریل ۲۰۲۱ ترک کرد و با اف‌ان انترتینمنت قرارداد امضا کرد تا حرفه بازیگری خود را دنبال کند.